# Akrosida
Akrosida, manji biljni rod iz porodice sljezovki smješten u tribus Malveae, dio potporodice Malvoideae. Postoje dvije priznate vrste, jedna je endem u Dominikanskoj Republici, a druga na jugoistoku Brazila

## Vrste
1. Akrosida floribunda Fryxell & Clase
2. Akrosida macrophylla (Ulbr.) Fryxell & Fuertes